# RheinEnergieStadion

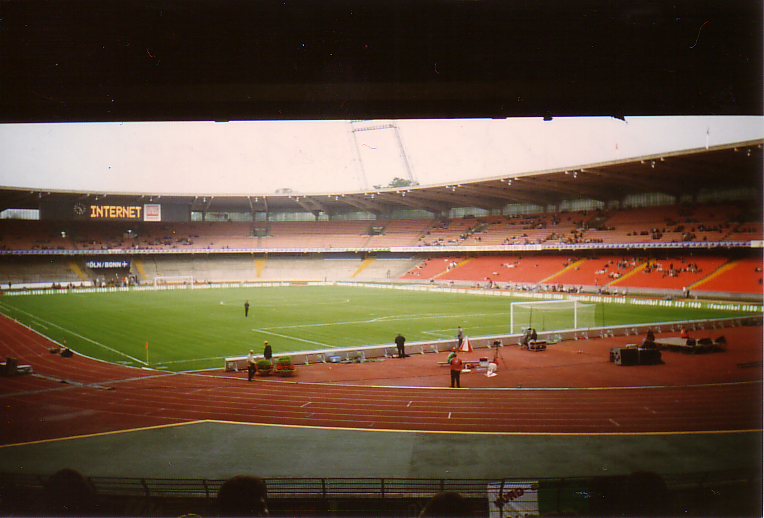
Het Müngersdorfer Stadion in 1997

Het RheinEnergieStadion is een voetbalstadion gelegen in de Duitse stad Keulen. In het stadion is plaats voor 50.000 toeschouwers tijdens competitiewedstrijden, voor internationale wedstrijden mogen er 46.134 mensen naar binnen. De voetbalclub die het stadion als haar thuishaven heeft is 1. FC Köln. Het stadion was tevens de thuishaven van de Americanfootballclub Cologne Centurions.

## Geschiedenis
Na het Verdrag van Versailles in 1919 kreeg Keulen de mogelijkheid om een nieuw gebouw in de stad te bouwen. Gekozen werd voor het voetbalstadion, wat 15.000 banen opleverde in de met werkloosheid geteisterde stad. Het stadion kreeg de naam Müngersdorfer Stadion.
Nadat de bouw voltooid was werden er direct grote voetbalwedstrijden in het stadion georganiseerd. Grote hoeveelheden supporters bezochten het stadion om een glimp van de verrichtingen op te vangen. De eerste internationale wedstrijd werd gehouden op 20 november 1927. Duitsland speelde met 2-2 gelijk tegen Nederland. Voor de bezoekers scoorden Jaap Weber en Felix Smeets.
Sindsdien speelde de Duitse nationale ploeg negentien keer in het stadion en werd er eenmaal verloren. De eerste naoorlogse wedstrijd tussen 1. FC Kaiserslautern en 1. FC Nürnberg leverde een 2-1-overwinning op voor de bezoekers. Het Müngersdorfer Stadion verwelkomde voor deze wedstrijd 75.000 toeschouwers. Voor de Tweede Wereldoorlog werden er niet-professionele atletiekwedstrijden gehouden in het stadion. In 1929 deden er 38.000 mensen mee. In 1933 werden er voor het eerst Joden geweigerd. Na de oorlog kende het atletiektoernooi nooit meer een doorstart.
De eerste renovatie van het stadion werd gerealiseerd in de periode 1972-1975. In 1974 werd het WK voetbal in West-Duitsland gehouden. Keulen wilde graag speelstad worden tijdens dat WK en kreeg daarvoor ook toestemming van de DFB. Er werd meteen werk gemaakt om het Müngersdorfer Stadion op te knappen. Er waren plannen om het stadion een capaciteit te geven van 80.000 zitplaatsen, wat zo'n 23.5 miljoen Mark zou moeten hebben gekost. De prijs liep gedurende de renovatie steeds hoger op en zou uiteindelijk oplopen naar 93.5 miljoen Mark. De stad Keulen kon dit niet betalen en de renovatie werd stopgezet, met als gevolg dat het WK aan de stad voorbijging.
Na het WK wilde men het stadion toch alsnog af zien te krijgen. Uiteindelijk werd op 12 november 1975 het gerenoveerde stadion geopend met een wedstrijd tussen 1. FC Köln en Fortuna Köln dat door 1. FC Köln met 1-0 werd gewonnen.
Het stadion werd in 1988 alsnog verkozen voor een groot toernooi. Er werden twee groepswedstrijden van het Europees kampioenschap voetbal 1988 gespeeld. Nederland verloor er op 12 juni 1988 zijn eerste groepswedstrijd tegen het Voetbalelftal van de Sovjet-Unie, met 0-1. Op 7 juni 1988 won Italië zijn wedstrijd met 2-0 van Denemarken.
In de periode 2002-2004 werd het stadion opnieuw gerenoveerd. Een nieuwe lichtinstallatie en een museum van 1.FC Köln werden aangelegd en de naam werd aangepast in RheinEnergieStadion. Het stadion was een van de twaalf stadions tijdens het Wereldkampioenschap voetbal 2006.
Op 21 augustus 2020 wordt in het stadion de finale van de UEFA Europa League 2019/20 gespeeld. De finale zou aanvankelijk in Gdańsk gespeeld worden, maar door de Coronapandemie werd de finale uitgesteld en verplaatst naar Keulen. In 2024 worden er vijf wedstrijden gespeeld op het EK 2024.

## Wedstrijden tijdens een WK - of EK-eindronde
| 1.  | 12 juni 1988 | Nederland – Sovjet-Unie | 0 – 1         | EK 1988 Groepsfase (B)   | 60.000 |  |  |
| 2.  | 17 juni 1988 | Italië – Denemarken     | 2 – 0         | EK 1988 Groepsfase (A)   | 53.951 |  |  |
|     |              |                         |               |                          |        |  |  |
| 3.  | 11 juni 2006 | Angola – Portugal       | 0 – 1         | WK 2006 - Groepsfase (D) | 45.000 |  |  |
| 4.  | 17 juni 2006 | Tsjechië – Ghana        | 0 – 2         | WK 2006 Groepsfase (E)   | 45.000 |  |  |
| 5.  | 20 juni 2006 | Zweden – Engeland       | 2 – 2         | WK 2006 Groepsfase (B)   | 45.000 |  |  |
| 6.  | 23 juni 2006 | Togo – Frankrijk        | 0 – 2         | WK 2006 Groepsfase (G)   | 45.000 |  |  |
| 7.  | 26 juni 2006 | Zwitserland – Oekraïne  | 0 – 0 (3 – 0) | WK 2006 Achtste finale   | 45.000 |  |  |
|     |              |                         |               |                          |        |  |  |
| 8.  | 15 juni 2024 | Hongarije – Zwitserland | 1 – 3         | EK 2024 (groep A)        | 41.676 |  |  |
| 9.  | 19 juni 2024 | Schotland – Zwitserland | 1 – 1         | EK 2024 (groep A)        | 42.711 |  |  |
| 10. | 22 juni 2024 | België – Roemenië       | 2 – 0         | EK 2024 (groep E)        | 42.535 |  |  |
| 11. | 25 juni 2024 | Engeland – Slovenië     | 0 – 0         | EK 2024 (groep C)        | 41.536 |  |  |
| 12. | 30 juni 2024 | Spanje – Georgië        | 4 – 1         | EK 2024 (achtste finale) | 42.233 |  |  |

Olympiastadion (Berlijn) · Signal Iduna Park (FIFA WM-stadion)* (Dortmund) · Commerzbank-Arena (FIFA WM-stadion)* (Frankfurt am Main) · Veltins-Arena (FIFA WM-stadion)* (Gelsenkirchen) · AOL Arena (FIFA WM-stadion)* (Hamburg) · AWD-Arena (FIFA WM-stadion)* (Hannover) · Fritz-Walter-Stadion (Kaiserslautern) · RheinEnergieStadion (FIFA WM-stadion)* (Keulen) · Zentralstadion (Leipzig) · Allianz Arena (FIFA WM-stadion)* (München) · easyCredit-Stadion (FIFA WM-stadion)* (Neurenberg) · Gottlieb-Daimler-Stadion (Stuttgart)
 *Sommige stadions werden tijdens het WK tijdelijk omgedoopt tot "FIFA WM-stadion" omdat de sponsor geen sponsor was van de FIFA.
Olympiastadion (Berlijn) · 
Signal Iduna Park (Dortmund) · 
Merkur Spiel-Arena (Düsseldorf) · 
Deutsche Bank Park (Frankfurt am Main) · 
Veltins-Arena (Gelsenkirchen) · 
Volksparkstadion (Hamburg) · 
RheinEnergieStadion (Keulen) · 
Red Bull Arena (Leipzig) · 
Allianz Arena (München) · 
MHPArena (Stuttgart)
Allianz Arena (FC Bayern München) ·
BayArena (Bayer Leverkusen) ·
Borussia-Park (Borussia Mönchengladbach) ·
Deutsche Bank Park (Eintracht Frankfurt) ·
Europa-Park Stadion (SC Freiburg) ·
Holstein-Stadion (Holstein Kiel) ·
Mewa Arena (1. FSV Mainz 05) ·
MHPArena (VfB Stuttgart) ·
Millerntor-Stadion (FC St. Pauli) ·
Red Bull Arena (Leipzig) (RB Leipzig) ·
Rhein-Neckar-Arena (TSG 1899 Hoffenheim) ·
Signal Iduna Park (Borussia Dortmund) ·
Alte Försterei (1. FC Union Berlin) ·
Volkswagen-Arena (VfL Wolfsburg) ·
Voith-Arena (1. FC Heidenheim 1846) ·
Vonovia Ruhrstadion (VfL Bochum) ·
Weserstadion (Werder Bremen) ·
WWK ARENA (FC Augsburg)
Donaustadion (SSV Ulm 1846) ·
Eintracht-Stadion (Eintracht Braunschweig) ·
Fritz-Walter-Stadion (1. FC Kaiserslautern) ·
Heinz-von-Heiden-Arena (Hannover 96) ·
Home Deluxe Arena (SC Paderborn 07) ·
Jahnstadion Regensburg (Jahn Regensburg) ·
Max-Morlock-Stadion (1. FC Nürnberg) ·
MDCC-Arena (1. FC Magdeburg) ·
Merkur Spiel-Arena (Fortuna Düsseldorf) ·
Olympiastadion (Hertha BSC) ·
Preußenstadion (SC Preußen Münster) ·
RheinEnergieStadion (1. FC Köln) ·
Sportpark Ronhof (SpVgg Greuther Fürth) ·
Stadion am Böllenfalltor (SV Darmstadt 98) ·
Ursapharm-Arena an der Kaiserlinde (SV Elversberg) ·
Veltins-Arena (Schalke 04) ·
Volksparkstadion (HSV) ·
Wildparkstadion (Karlsruher SC)
Audi-Sportpark (FC Ingolstadt 04) ·
Brita-Arena (SV Wehen Wiesbaden) ·
Carl-Benz-Stadion (SV Waldhof Mannheim) ·
DDV-Stadion (Dynamo Dresden) ·
Erzgebirgsstadion (FC Erzgebirge Aue) ·
Hardtwaldstadion (SV Sandhausen) ·
LEAG Energie Stadion (Energie Cottbus) ·
Ludwigsparkstadion (1. FC Saarbrücken) ·
Ostseestadion (Hansa Rostock) ·
SchücoArena (DSC Arminia Bielefeld) ·
Sportclub Arena (SC Verl) ·
Sportpark Höhenberg (FC Viktoria Köln 1904) ·
Sportpark Unterhaching (SpVgg Unterhaching) ·
Stadion an der Bremer Brücke (VfL Osnabrück) ·
Stadion an der Hafenstraße (Rot-Weiss Essen) ·
Stadion Rote Erde (Borussia Dortmund II) ·
Städtisches Stadion an der Grünwalder Straße (TSV 1860 München) ·
Tivoli (Alemannia Aachen) ·
WIRmachenDRUCK Arena (VfB Stuttgart II)